# 고겐 천황
고겐 천황(일본어: 孝元天皇 고겐텐노[*], 기원전 273년 ~ 기원전 158년 10월 14일 (음력 9월 2일))은 일본의 제8대 천황 (재위 : 기원전 214년 2월 21일 (음력 1월 14일) ~ 기원전 158년 10월 14일 (음력 9월 2일))이다. 일본식 시호는 오야마토네코히코쿠니쿠루노미코토 (《일본서기》 : 대일본근자언국견천황, 일본어: 大日本根子彦国牽天皇, 《고사기》 : 대왜근자일자국구유명, 大倭根子日子国玖琉命)이다. 고레이 천황과 구와시히메노미코토의 사이에서 장남으로 태어났다. 《고사기》와 《일본서기》에도 계보만 기재되어 있고 사적의 기술은 없다. 특히 제2대 스이제이 천황부터 제9대 가이카 천황까지 8대의 천황이 이에 해당하며 이를 결사팔대(欠史八代/缺史八代)라고 한다. 고겐 천황이라는 시호는 762년 경에 오미노 미후네(淡海三船)가 찬진한 시호이다. 후세 사가가 고겐 천황을 일본 천황의 목록에 포함하였다. 그 실존여부에 대해서는 부정적인 견해가 강하지만 황릉은 존재하고 있다.
고겐 천황의 제1 황자인 오히코노미코토(大彦命)는 시도쇼군(四道将軍 : 4도 장군) 중 한 명이다. 《일본서기》에 의하면 아베노오미(阿倍臣)・가시와데노오미(膳臣)・아헤노오미(阿閉臣)・사사키야마노기미(狹々城山君)・쓰쿠시노쿠니노미야쓰코(筑紫国造)・고시노쿠니노미야쓰코(越国造)・이가노오미(伊賀臣) 등 7씨의 시조가 된다.

## 가족 관계

### 선조
- 조부 : 일본 제6대 천황 고안 천황(孝安天皇, 기원전 427년 ~ 기원전 291년)
- 조모 : 오시히메(押媛)
  - 아버지 : 일본 제7대 천황 고레이 천황(孝靈天皇, 기원전 342년 ~ 기원전 215년)
- 외조부 : 시키노아가타누시오메(磯城県主大目)
- 외조모 : 미상
  - 어머니 : 구와시히메노미코토(細媛命)

### 부인과 후손
- 황후 : 우쓰시코메노미코토(鬱色謎命, ? ~ 기원전 157년 이후)
  - 장남 : 오히코노미코토(大彦命)
    - 증손자 : 일본 제11대 천황 스이닌 천황(垂仁天皇, 기원전 69년 1월 26일 ~ 70년 8월 8일)

  - 차남 : 와카야마토네코히코오히히노미코토(稚日本根子彦大日日尊, 기원전 208년 ~ 기원전 98년), 일본 제9대 천황 가이카 천황(開化天皇)
  - 황자 : 스쿠나히코타케이코코로노미코토(少名日子建猪心命)
  - 황녀 : 야마토토토히메노미코토(倭迹迹姫命)
- 왕비 : 이카가시코메노미코토(伊香色謎命)
  - 황자 : 히코후쓰오시노마코토노미코토(彦太忍信命)
- 왕비 : 와니야스히메(埴安媛)
  - 황자 : 다케와니야스히코노미코토(武埴安彦命) - 야마타이 국(邪馬台国)과 전쟁한 구나 국(狗奴国)의 히미코코(卑弥弓呼)라는 설이 있음.

| 전 임 고레이 천황 | 제8대 일본 천황 기원전 214년 2월 21일? ~ 기원전 158년 10월 14일? | 후 임 가이카 천황 |

## 같이 보기
- 일본 천황